# ظاهرة قمرية عابرة

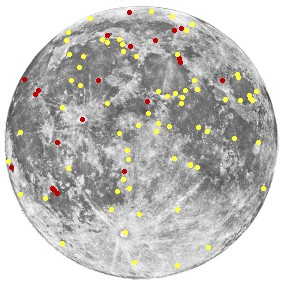
تستند هذه الخريطة لسطح القمر على مسح أجراه كل من باربرا ميدلهرست وباتريك مور لثلاثمئة ظاهرة قمرية عابرة حيث تظهر التوزيع التقريبي للأحداث المرصودة.

الظاهرة القمرية العابرة (بالإنجليزية: Transient lunar phenomenon، واختصارًا: TLP) أو الظاهرة العابرة للقمر هي عبارة عن ضوء أو لون أو تغيرٍ في مظهر سطح القمر لمدةٍ قصيرة.
تعود ادعاءات مُشاهدة الظواهر القمرية قصيرة الأمد إلى ما لا يقل عن 1000 عامٍ في الماضي، إذ رُصد بعضها بشكل مستقل من قبل شهود عيان متعددين أو علماء مرموقين. ومع ذلك، فإنّ غالبية تقارير مُشاهدات الظواهر القمرية العابرة هي غير قابلة للإنتاج أو الإعادة ولا تتمتع بتجارب مضبوطة كافية يمكن استخدامها للتمييز بينها وبين الفرضيات البديلة لشرح أصل هذه الظواهر.
يعترف معظم علماء القمر بأنّ الأحداث القمرية العابرة، مثل التغزية (إطلاق الغازات) وتكون الفوهات النيزكية، تحدث على مدار الزمن الجيولوجي، لكن يوجد جدلٌ في مدى تواتر مثل هذه الأحداث.
ابتُكر هذه المصطلح من قبل العالم باتريك مور الذي شارك في تأليف التقرير الفني لوكالة ناسا آر-277 الذي يحمل اسم «التسلسل الزمني لتقارير الأحداث القمرية» المنشور عام 1968.

## وصف الأحداث القمرية العابرة
تتراوح تقارير الظواهر القمرية العابرة من مشاهدة بقع ضبابية إلى تغييرات دائمة في المشهد القمري. يُصنف عالم الفلك وينيفريد سوتيل كاميرون هذه التقارير إلى (1) غازية تتضمن الضباب وأشكالا أخرى من التعمية، (2) والألوان المُحمرة، (3) أو الخضراء أو الزرقاء أو البنفسجية، (4) والسطوع، و(5) والتعتيم. يوجد فهرسان موسّعان للظواهر القمرية العابرة، إذ يُسجل أحدثها 2254 حدثاً تمتد إلى القرن السادس. من بين أكثر هذه الأحداث موثوقية، يأتي ما لا يقل عن ثلثها من قرب هضبة فوهة أرسطرخس القمرية.
تشمل بعض التقارير التاريخية الأكثر شهرة للظواهر القمرية العابرة ما يلي:
- في 18 يونيو 1178، أبلغ خمسة رهبان على الأقل من مدينة كانتربيري عن حدوث اضطراب في القمر بعد وقت قصير من غروب الشمس. «كان القمر ساطعاً في طور المُحاق، وكالعادة في ذلك الطور، كان قرنا القمر يميلان باتجاه الشرق، وفجأة انشقّ القرن العلوي لجزأين. انبثقت شعلة ملتهبة من منتصف هذا القسم، وبعثت النار والفحم الحار والشرر لمسافة كبيرة. في الوقت نفسه، التوى جزء القمر السفلي، وعلى حد تعبير أولئك الذين أبلغوا بالأمر رأوا الحدث بأعينهم، فقد ارتجف القمر كأنه ثعبانٌ جريح. وبعد ذلك عاد لوضعه الطبيعي. تكررت هذه الظاهرة عشرات المرات أو أكثر، وكان اللهب يتخذ أشكال التواءٍ مختلفة بشكلٍ عشوائي ثم يعود لطبيعته، وبعد هذه التحولات، أصبح القمر من قرنه الأول إلى الثاني، أي على مدى طوله بالكامل، داكن اللون». يبدو هذا الوصف غريباً بسبب افتقار العامة في ذلك الوقت لفهم الظواهر الفلكية.[3][4] في عام 1976، اقترح العالم جاك هارتونج أنّ هذا التقرير يصف تشكّل فوهة جيوردانو برونو. ومع ذلك، تُشير الدراسات الحديثة إلى أنه من غير المرجح أن يكون حدث عام 1178 مرتبطاً بتكوين فوهة جيوردانو برونو، أو لم يكن حتى ظاهرة قمريةً عابرة حقيقية على الإطلاق. في حال كان ذلك الاقتراح صحيحاً، لكان خلّف الاصطدام النيزكي الذي أنتج الفوهة البالغ قطرها 22 كيلومتر ملايين الأطنان من الحطام القمري التي كانت ستؤدي إلى زخّات شهبٍ شديدة لم يسبق لها مثيل على الأرض. لم يُعثر على أيّ تقارير لهذه الزخّات في أيٍّ من السجلات التاريخية المعروفة، بما في ذلك العديد من السجلات الفلكية من جميع أنحاء العالم.[5] في ضوء ذلك، يُشتبه في أنّ مجموعة الرهبان (الشهود الوحيدون المعروفون للحدث) قد رأوا انفجاراً نيزكاً في الغلاف الجوي صادف أن يكون محاذياً، من موقع رصدهم المُحدد، مع القمر البعيد جداً.[6]
- خلال ليلة 19 أبريل عام 1787، لاحظ الفلكي البريطاني السير ويليام هيرشل ثلاث بقع حمراء متوهجة على الجزء المظلم من القمر.[7] أخبر الملك جورج الثالث وعلماء فلكٍ آخرين بما رصد. أرجع هيرشل سبب هذه الظاهرة إلى حدوث ثورانات بركانية على القمر وأشار إلى أنّ لمعان البقعة الأكثر سطوعاً كان ألمع من سطوع مذنبٍ اكتُشف في يوم 10 أبريل من نفس العام. رصد هيرشل هذه الظاهرة أثناء وجود الشفق القطبي (أضواء الشمال) فوق مدينة بادوا الإيطالية.[8] من النادر جداً حدوث الشفق في المناطق البعيدة جنوباً عن الدائرة القطبية الشمالية. حدث الشفق في بادوا بالإضافة لما رصده هيرشل قبل أيامٍ قليلة من وصول عدد البقع الشمسية إلى ذروتها في شهر مايو 1787.
- في عام 1866، ادعى خبير الرصد القمري وصانع الخرائط يوهان فريدريش يوليوس شميت حدوث تغيرٍ في مظهر فوهة ليني. استناداً إلى الرسومات التي رسمها يوهان هيرونيموس شروتر في وقت سابق، فضلاً عن عمليات الرصد والرسومات الخاصة به التي قام بها عامي 1841 و1843، صرح أنّه «لا تمكن رؤية الفوهة في وقت الإضاءة المائلة على الإطلاق».[9] بينما في الإضاءة العالية، كانت مرئيةً كبقعةٍ ساطعة». استناداً إلى عمليات رصدٍ مُتكررة، ذكر أيضاً أنّه «لا يمكن اعتبار فوهة ليني أبداً تحت أيّ إضاءة على أنها فوهةٌ من النوع العادي»، ما يعني أنّ «تغيراً محلياً قد وقع»،. اليوم تبدو ليني مرئيةٌ كفوهة تصادمية شابة عادية يبلغ قطرها حوالي 1.5 ميل (2.4 كم).
- في الثاني من نوفمبر عام 1958، رصد الفلكي الروسي نيكولاي كوزيريف «ثوراناً» انبثق لمدة نصف ساعةٍ من القمة المركزية لفوهة ألفونسوس باستخدام تلسكوب عاكس يبلغ طوله 48 بوصة (122 سم) مزودٍ بمِطياف. خلال ذلك الوقت، أظهر الطيف أدلةّ على خطوط انبعاثاتٍ غازيةٍ ساطعة ناتجة عن جزيئات C2 وجزيئات C3.[10] أثناء تعريضه صورته الطيفية الثانية للضوء، رصد حدوث «زيادة ملحوظة في سطوع المنطقة الوسطى ولونٍ أبيض غير عادي»، ثم، «بدأ السطوع فجأة بالانخفاض» وكان الطيف الناتج طبيعياً.
- في الليلة الواقعة بين يومي 1 و2 نوفمبر عام 1963، التقط عالما الفلك زدينك كوبال وتوماس راكهام،[11] في جبال البرانس الفرنسية[12] أول صورٍ «للسطوع القمري ذي المساحة الواسعة».[13] جعلت مقالته في مجلة ساينتفك أمريكان الحادثة واحدةً من أشهر الظواهر القمرية العابرة.[14] جادل كوبال، على غرار علماء آخرين، بأنّ الجسيمات الشمسية عالية الطاقة يمكن أن تكون السبب وراء حدوث هذه الظاهرة.[15]

## التفسيرات
تندرج تفسيرات الظواهر القمرية العابرة في أربع فئات: التغزية (إطلاق الغازات)، وأحداث الاصطدامات النيزكية، والظواهر الكهروستاتية، وظروف الرصد غير المُنسابة.

### التغزية
قد يعود سبب بعض الظواهر القمرية العابرة للغازات المُتسربة من التجاويف أسفل سطح القمر. يُزعم أنّ هذه الأحداث الغازية تظهر بلونٍ مُحمر، بينما ظهرت أحداث أخرى على شكل غيومٍ بيضاء أو غبشٍ غير واضح. يبدو أن غالبية الظواهر القمرية العابرة ترتبط بتصدع أرضيات الفوهات، أو حواف مناطق البحار القمرية، أو في مواقع أخرى اكتشف علماء الجيولوجيا أنها مُرتبطةٌ بالأنشطة البركانية. ومع ذلك، تعَد هذه المواقع هي أشيع مناطق الرصد القمري، ما يعني أنّ ذلك الارتباط قد يكون ناتجاً عن هذا التحيز الرصدي.

### أحداث التصادمات النيزكية
تحدث التصادمات النيزكية باستمرار على سطح القمر. ترتبط الأحداث الأشيع بالنيازك الدقيقة، التي يمكن رؤيتها خلال زخات الشهب على الأرض. اكتُشفت ومضات تصادمية ناتجة عن هذه الأحداث خلال عمليات رصدٍ أرضية متعددة ومتزامنة. تُخزن التصادمات التي سجلتها كاميرات الفيديو في جداول منذ عام 2005 والتي يرتبط الكثير منها بزخّات الشهب. علاوة على ذلك، رُصدت غيومٌ تصادمية في أعقاب تحطم مركبة سمارت – 1 القمرية التابعة لوكالة الفضاء الأوروبية، ومسبار التصادم القمري الهندي ومسبار إلكروس (القمر الصناعي الخاص باستشعار الفوهات القمرية ورصدها) التابع لناسا. تترك أحداث التصادمات ندوباً مرئية على سطح القمر، ويمكن اكتشافها عن طريق تحليل صورٍ ذات دقة عالية للموقع بعد الاصطدام وقبله.

### الظواهر الكهروستاتية
لقد اقترح العلماء أنّ التأثيرات المتعلقة بالشحن أو التفريغ الكهروستاتي قد تكون مسؤولةً عن بعض الظواهر القمرية العابرة. أحد الاحتمالات هو أنّ التأثيرات الكهروديناميكية المُرتبطة بتصدع المواد القريبة من السطح يمكن أن تشحن أي غازات قد تكون موجودةً حولها، مثل الرياح الشمسية أو نواتج الاضمحال الإشعاعي. إذا حدث هذا على السطح، فقد يكون التفريغ الكهروستاتي اللاحق في هذا الغازات قادراً على خلق ظواهر مرئية من الأرض. بدلاً من ذلك، فقد اقترح العلماء أنّ الشحن الكهربائي الناتج عن الاحتكاك بين الجسيمات داخل السُحب الغبارية الحاملة للغاز يمكن أن يؤدي إلى حدوث تفريغ كهروستاتي مرئي من الأرض. وأخيراً، يمكن أن يؤدي التعليق الكهروستاتي للغبار بالقرب من خط الغلس إلى ظهور شكل من الظواهر المرئية من الأرض.

### ظروف الرصد غير المُنسابة
من المحتمل أنّ العديد من الظواهر القمرية العابرة قد لا ترتبط بالقمر نفسه ولكن قد تكون ناتجةً عن ظروف الرصد غير المُناسبة أو ظواهر مرتبطة بالأرض. على سبيل المثال، كانت بعض الظواهر القمرية العابرة المُبلغ عنها أجساماً قريبةً من دقة التلسكوبات المستخدمة. يمكن أن يؤدي الغلاف الجوي للأرض إلى حدوث تشوّهات زمنية كبيرة يمكن الخلط بينها وبين الظواهر القمرية الفعلية (وهو تأثير يُعرف باسم الرؤية الفلكية). تتضمن التفسيرات الأخرى غير المُتعلقة بالقمر مشاهدة الأقمار الصناعية التي تدور حول الأرض والشهب أو حدوث خطأ في الرصد.

## وصلات خارجية
- ظاهرة قمرية عابرة - ناسا (بالإنجليزية)